# Charles F. Hockett
Charles F. Hockett, né le 17 janvier 1916 à Columbus (Ohio) et mort le 3 novembre 2000 à Ithaca (New York), est un linguiste américain. Il est reconnu surtout dans le domaine de la linguistique structurale.

## Biographie
Hockett est le quatrième enfant de Homer Carey Hockett, professeur d'histoire américaine à l'université d'État de l'Ohio, et de Amy Francisco Hockett.
Il entre à l'université d'État de l'Ohio, à l'âge de 16 ans, et commence à s'intéresser à la linguistique à partir de 1933. Il obtient sa maîtrise en histoire antique à l'âge de 20 ans. Il étudie ensuite l'anthropologie et la linguistique à l'université Yale, auprès de George Murdock et Edward Sapir. Il obtient son doctorat en anthropologie en 1939 pour son travail sur la langue amérindienne Potawatomi. Intitutulé Potawatomi I: Phonemics, Morphophonemics and Morphological Survey, il est publié dans l'International Journal of American Linguistics et reste un ouvrage de référence.
Pendant la Seconde Guerre mondiale, il travaille pour l'armée américaine, en tant que linguiste, et parvient au grade de lieutenant. Il sert notamment en Asie (en Chine, au Bengale et au Japon).
En 1946, il commence à enseigner la linguistique dans la prestigieuse université Cornell, dans l'État de New-York.